# Raphaël Bedros Minassian
Raphaël Bedros (Petr) XXI. Minassian, I.C.P.B. (arménsky Ռաֆայել Մինասյան; * 24. listopadu 1946, Bejrút) je duchovní a biskup arménské katolické církve. Od roku 2021 je jejím patriarchou s oficiálním titulem Arménský patriarcha kilíkijský a je zároveň archieparchou bejrútským.

## Život
V roce 1958 vstoupil do patriarchálního semináře v Bzommaru, roku 1966 začal studovat v Římě, na Gregorianě a na Salesiánské univerzitě. V roce 1973 přijal kněžské svěcení, pak působil v pastoraci v LIbanonu a ve Spojených státech. Roku 2006 se stal patriarchálním exarchou pro Jeruzalém a Ammán, v roce 2011 jej papež Benedikt XVI. jmenoval ordinářem pro katolíky arménského ritu ve východní Evropě a zároveň titulárním arcibiskupem v Cesareji Kappadocké.
Dne 23. září 2021 jej v Římě konaný Synod arménské katolické církve zvolil za nástupce zesnulého patriarchy Ghabroyana a ještě téhož dne mu papež František udělil ecclesiastica communio (církevní společenství, podle can. 76, §2 CCEO). 